# Cassero del sale
Le Cassero del sale (« entrepôt du sel ») est un bâtiment d'origine médiévale situé dans le centre historique de Grosseto, en Toscane.
Il est situé sur la Piazza del Sale, au coin de la Via Mazzini, et est l'un des bâtiments les plus anciens de la ville.

## Histoire
Le bâtiment a été construit au milieu du XIIIe siècle comme point de collecte et de distribution du sel extrait le long de la côte et au lac Prile.
Il a été partiellement modifié au XVIe siècle en raison de la construction des murs de Médicis. La façade de via Mazzini a été reconstruite au début du XXe siècle.
Sur la Piazza del Sale, on peut voir les vestiges du "nouveau" Cassero del sale, un deuxième entrepôt construit par les Siennois au XIVe siècle et démoli par les Médicis.